# Carlos Garaikoetxea
Carlos Garaikoetxea Urriza (ur. 2 czerwca 1938 w Pampelunie) – hiszpański i baskijski polityk, prawnik oraz samorządowiec, przewodniczący Nacjonalistycznej Partii Basków (1977–1980) i Solidarności Basków (1986–1999), przewodniczący Baskijskiej Rady Generalnej (1979–1980) oraz lehendakari (prezydent) Kraju Basków (1980–1985), deputowany do parlamentu baskijskiego (1980–1999) oraz Parlamentu Europejskiego (1987–1991).

## Życiorys
Urodził się w rodzinie baskijskiej na terenie Nawarry. W młodości nie mówił w języku baskijskim, którego nauczył się dopiero jako dorosły. Uzyskał licencjat z dziedziny prawa i ekonomii na Universidad de Deusto, naukę kontynuował w Londynie i Paryżu. Po powrocie do Hiszpanii pracował w sektorze prywatnym, był prezesem izby handlowo-przemysłowej Nawarry (1962–1972). Praktykował również jako adwokat.
W 1975 przystąpił do Nacjonalistycznej Partii Basków (PNV). Stał na czele tego ugrupowania w prowincji Nawarra (1975–1980). Od 1977 do 1980 był przewodniczącym krajowego zarządu PNV. W 1979 został wybrany w skład parlamentu Nawarry. W czerwcu tego samego roku objął funkcję przewodniczącego Baskijskiej Rady Generalnej (organu sprzed reformy ustrojowej) jako następca Ramóna Rubiala.
Po zatwierdzeniu statutu z Guerniki w 1980 został wybrany na prezydenta (lehendakari) Kraju Basków. Reelekcję na to stanowisko uzyskał w 1984, jednak rok później jego miejsce zajął José Antonio Ardanza. W 1986 na skutek rozbieżności z kierownictwem PNV przystąpił do tworzenia własnej partii pod nazwą Solidarność Basków (EA), której prezesem był do 1999. Z jej list był wybierany do parlamentu Kraju Basków w latach 1986, 1990, 1994 i 1998. W 1987 zasiadł w Parlamencie Europejskim. Ponownie wybrany w 1989, mandat sprawował do 1991 z ramienia koalicji O Europę Narodów. Od 1990 do 1991 był przewodniczącym Wolnego Sojuszu Europejskiego. W 1999 wycofał się z polityki.